# Neuwiedia siamensis
Neuwiedia siamensis är en orkidéart som beskrevs av De Vogel. Neuwiedia siamensis ingår i släktet Neuwiedia och familjen orkidéer.
Artens utbredningsområde är Thailand. Inga underarter finns listade i Catalogue of Life.

## Bildgalleri